# Липатов, Николай Дмитриевич
Николай Дмитриевич Липатов (19 мая 1916, Тимошкино, Собакинская волость (Казанский уезд), Казанский уезд, Казанская губерния, Российская империя — 13 августа 1944, Грабув, Варшавское воеводство, Польша) — участник Великой Отечественной войны. Герой Советского Союза.

## Биография
Николай Дмитриевич Липатов родился 19 мая 1916 года в деревне Тимошкино ныне Высокогорского района Республики Татарстан. Здесь он окончил четыре класса. В 1933 году их семья переехала в деревню Малиновка Пестречинского района, а ещё через год они приехали в посёлок Дербышки. Здесь Николай Липатов учился на курсах шофёров. Работал грузчиком. Позднее поступил на завод сборщиком-механиком.
В 1942 году Николай Липатов ушёл на фронт, служил связистом в 973-м артиллерийском полку 160-й стрелковой дивизии.

## Подвиг
Это было под Варшавой близ деревни Грабув (Grabów, ныне в гмине Тлущ, Воломинский повят, Мазовецкое воеводство) в жаркий августовский день 1944 года.
Снова огонь, и снова падают бойцы. Вдруг один из солдат вылез из окопа и пополз. Огонь совсем обезумел. А человек полз. На секунду оглянулся назад и все узнали его широкое открытое лицо, ввалившиеся большие глаза. Этого молчаливого парня любили в полку. Кто-то успел крикнуть: «Николай, ты куда?».
Всё произошло с быстротой молнии. Бойцы увидели, как рванулся вперёд Николай с гранатой в руке. Два прыжка, взрыв. Увидели, как пошатнулся он, смертельно раненый и, собирая последние силы, всей грудью навалился на вражеский пулемёт. И в тот же момент пулемёт захлебнулся. Бойцы СССР вскочили из окопа и бросились в атаку. Немцы отпрянули.
Когда подбежали к Николаю, он был ещё жив. Он смотрел в небо и едва слышно прошептал:

— Сердце… Сердце горит…— Николай Липатов, 13 августа 1944 года.
Президиум Верховного Совета СССР указом от 26 октября 1944 года посмертно присвоил звание Героя Советского Союза Николаю Липатову.

## Память
- В 1961 году по просьбе красных следопытов школы № 22 Казани улица Станционная, где находился барак, в которой жила семья Липатовых, была переименована в улицу имени Н. Д. Липатова.
- В 1965 году в школе № 22 открылся музей «Родина», где имеется мемориальный уголок героя.
- В 1983 году открыт памятник Николаю Липатову. На открытии этого памятника присутствовал — его однополчанин.